# دلیر (فیلم ۱۹۲۹)
دلیر (انگلیسی: The Valiant) فیلمی در ژانر درام است که در سال ۱۹۲۹ منتشر شد. از بازیگران آن می‌توان به پل مونی، جانی مک براون، مارگریت چرچیل و هری کولکر اشاره کرد.